# Tott

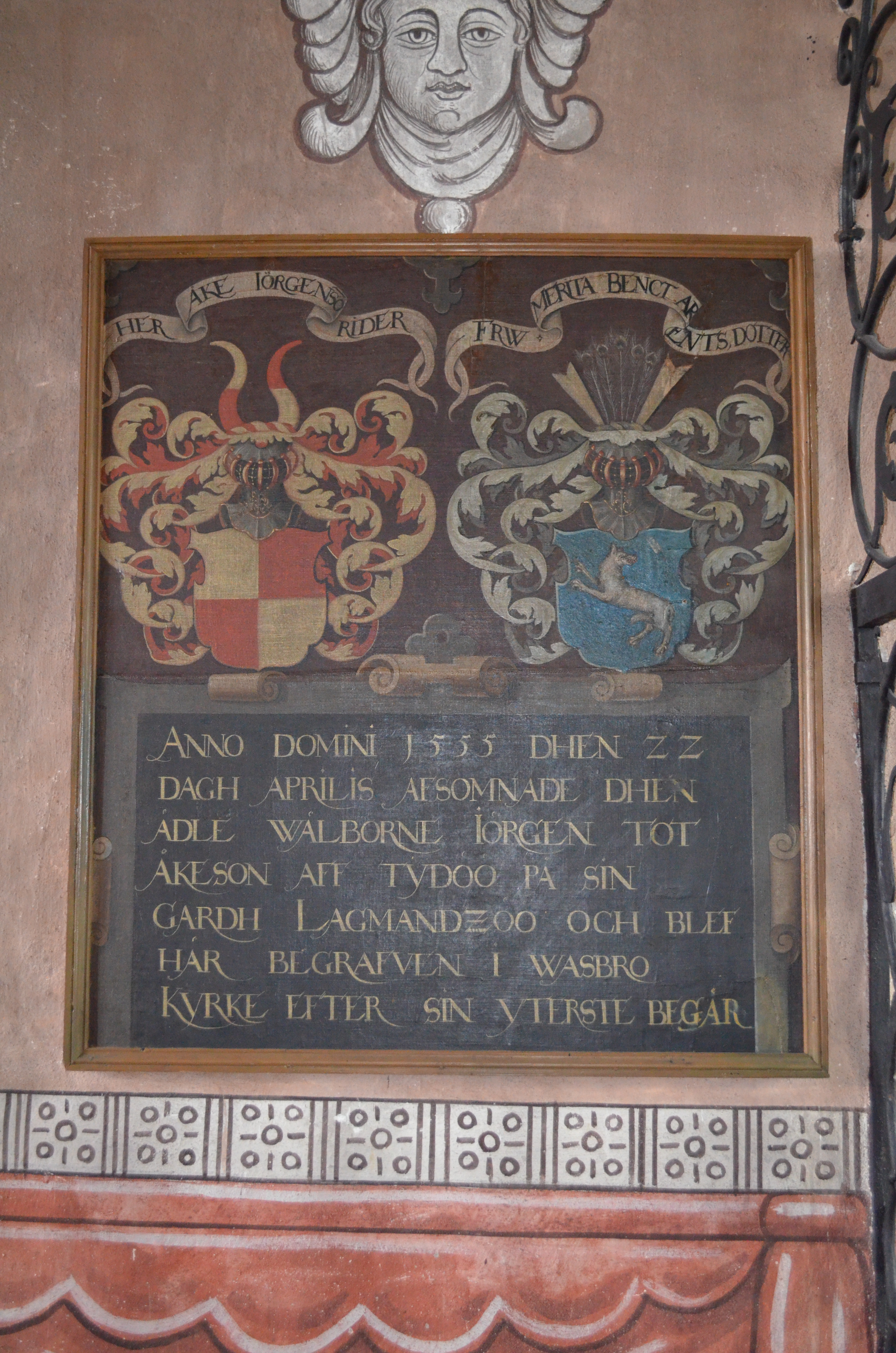
Epitafium över Jörgen Åkesson (Tott), död 1555, i Vadsbro kyrka, Södermanland.

Tott, även Thott, var en medeltida dansk frälseätt och Skånes äldsta och mest ansedda adelsätt av vilken en medlem, Tord Aagesen, finns omnämnd redan 1288. Ätten introducerades på Sveriges Riddarhus vid dess grundande 1625 och började på 1500-talet kallas Tott. I Sverige utdog ätten 1702, men en gren från Danmark adopterades och naturaliserades på riddarhuset 1756. Från denna gren fortlever den friherrliga ätten Tott nummer 301 och den grevliga ätten Thott nummer 114. I Danmark dog ätten Thott ut 1785.
Vapen
Blasonering (belagd 1348): | ”                                                  | En fyrdelad skiöld, uti hvilken det första och fjerde fäldtet är rödt samt det andra och tredie af guld. Uppå skölden sees tvenne med friherre cronor täkte öpne tornerehjelmar och emellan dem på sjelfva skiölden hvilar en större friherre crona. Uppå den högra hjelmen äre tvänne utvände buffelhorn, skiftevis emot hvarannan afdelade med guld och rödt, och uppå den vänstra tvänne på lika sätt med guld och rödt fördelade strussfjädrar, emellan hvilka ses ett rödt kors, utböjdt vid spikarne. Sköldhållare äro 2:ne naturligt målade svarta örnar med utvände hufvuden, stående lika som skölden på en ornerad gyllende pied d'estal | „ |
| – Sköldebrevsavskrifter, 13:004, Stf, Vol. 3, RHA. | |   |

## Løddekøping och Herlev
Ättens tidiga generationer i Danmark hade anknytning till danska godsen Løddekøping (Harager Herred), nutida Löddeköpinge och Herlev, nutida Härlöv i Kristianstads kommun i Skåne. Den äldsta kända stamfadern för ätten var Tord Aagesen till Løddekøping vilken nämns 1288 när han gav gods till Lunds domkyrka och var möjligen en ättling (son eller sonson) till den Tord, som grundade godset Rosö (nuvarande Bosjökloster) under senare hälften av 1100-talet.
Denne Tord Aagesen hade sonen Aage Tordsen till Løddekøping, gift med Kirsten Kyrning. Deras son Niels Aagesen Kyrning (död 1354) tog namnet Kyrning efter moderns släkt men förde fädernevapnet, det Tottska vapnet  och var genom sin son Aage Nielsen anfader till den släktgren som vi känner som adelsätten Tott, och en annan son, riksrådet Absalon Aagesen till Herlev, var farfar till de omskrivna Axelsönerna genom sin son Peder Axelsson till Herlev.

## Axelsönerna
Danska riksrådet Axel Pedersen till Härlöv i Skåne, var son till Peder Axelsson till Herlev och Juliane Pedersdotter Grubbe. Axel Pedersen var danskt riksråd, som blev riksföreståndare två gånger. Han blev också ryktbar i Nordens historia genom sina nio söner, vilka kallades "Axelsönerna" och spelade en mycket betydande politisk roll i Sverige under senare hälften av 1400-talet: Peder, Olof, Åke, Kettil i första giftet med Cathrine (Krognos) från Skåne/Halland, Erik, Ivar, Filip, Laurens och Anders i det senare giftet med Ingeborg Ivarsdotter.
Av dessa var Peder Axelsson (död 1463) främst aktiv inom kyrkan, och avled i likhet med Kettil (död 1454), Ivar, Filip (död 1464), Erik och Anders (död ung 1465) utan manliga arvingar. Hans dotter Kirsten Pedersdatter var gift med Jep Mus (ätten Drefeld).
Axelsönerna som ägde gods i Skåne och Halland, utökade snabbt sitt godsinnehav i gränsområden mellan Småland och Skåne eller i Halland, Småland och Västergötland, Värmland och Östergötland, i synnerhet Olof (död 1464) och Åke (död 1477), medan Erik (död 1481) ökade sitt godsinnehav i de östra delarna av riket, där han bevakade dessa gränstrakter mot Ryssland. Medan de utökade sina markområden, var de också märkbart aktiva i Hansans Östersjöhandel. Laurens (död 1483) var riksråd först i Danmark, och efter konflikt 1466 med kung Kristian, anslöt han sig till Sverige, där han blev riksråd. Av bröderna levde Ivar Axelsson Tott längst, han avled 1487 och hade en maktposition som har jämförts med franska feodalfurstars.
Eftersom bara tre av Axelsönerna fick söner, Olof, Laurens och Åke, koncentrerades egendomarna senare hos dessa tre bröders manliga arvingar, Åke fick sex söner av vilka tre blev riksråd.

## Ätten Thott i Sverige och Danmark
Den ovan nämnde Aage Nielsen var far till riddaren och hövitsmannen Stig Aagesen till Näs (nuvarande Trollenäs utanför Malmö), som var med och beseglade kungavalet i Kalmar 1397, vilken blev starten av Kalmarunionen. Stig Aagesens son Anders Stigson, var far till Otto Andersson, vars son Tage Ottosson till Näs återupptog det 200 år tidigare använda släktnamnet Tott, och under 1500-talet började även andra inom ätten att kalla sig Tott.  De olika grenarna av ätten Tott dog emellertid snart ut.
Längst fortlevde Åke Axelssons linje. Från hans son Erik Åkesson Tott härstammade adliga ätten Tott af Skedebo (nummer 88), som 1669 utgick på svärdssidan.
Erik Åkesson Tott och hans hustru Berta Evertsdotter Moltke vilka fick sonen Tönne Eriksson Tott, gift med Karin Eriksdotter, dotter till riddaren och riksrådet Erik Turesson (Bjelke af Åkerö) till Benhammar, Häradssäter och Räfvelstad, och Gunilla Johansdotter (Bese).
Från hans son Klas, den ätt till vilken den välbekante fältherren Åke Henriksson Tott tillhörde och vars son Clas Åkesson Tott den yngre (Tott af Sjundby) erhöll grevlig värdighet 1652 men utslocknade med densamme 1674. En tredje son, riddaren och riksrådet Hans Åkesson (Tott) till Bjurum och Frötuna var gift med Kristina Eriksdotter, dotter till Erik Eriksson (Gyllenstierna). 
1. Birgitta Hansdotter (Tott). I Svenskt Diplomatariums huvudkartotek över medeltidsbreven återfinns ett odaterat brev från år 1500, som berättar att Birgitta Hansdotter (Tott) ber sin svåger Sten Sture den yngre om någon sockenförläning vilken hon vill ”förskylla”, samt meddelar att en dannesven vid namn Anund Jönsson friat till hennes syster (Karin) och ber Sten meddela sin mening härom. Hälsningar till Kristina Nilsdotter (Gyllenstierna).[7]
2. Deras dotter Karin Hansdotter (Tott) var gift med Harald Knutsson (Soop).[8]
3. Brodern Åke Hansson Tott hade ett oäkta barn:
  1. Ingeborg Åkesdotter, gift med Hans Kökemäster, deras dotter Karin Hansdotter var hertig Johans frilla. Ingeborg Åkesdotter ärvdes av systern Karin Hansdotter (Tott), inklusive gården Bjurum.

Karin Hansdotter förde Bjurum genom gifte till släkten Soop, där det stannade i flera led. Genom giftermålsförbindelser kom det mot slutet av 1600-talet till släkten Stenbock och på 1700-talet övergick det till släkten Lillie. Carl Georg Lillies son Brynte Lillie sålde Stora Bjurum 1807 till majoren Gustaf Soop af Limingo (1763–1832)
Till en annan gren av danska ätten Thott hörde 1600-talets största jorddrottar i Skåne riksråden Tage Thott (född 1580, död 1658), "skånske kungen", och hans son Otto Thott (född 1607, död 1656).
Dennes söner, halvbröderna Knut Thott (född 1639, död som gehejmeråd 1702) och Tage Thott (född 1648, död som gehejmeråd 1707) blev vid Skånes införlivande med Sverige (1658) svenska undersåtar, och Knut Thott introducerades 1664 på Riddarhuset under nummer 26.
Bröderna Thott och deras syster Jytte Ottesdatter Thotts man Jörgen Krabbe begärde i september 1677 hjälp av danske kungen att fly från "labyrinten" i Skåne. Det har länge påståtts att de fördes med tvång till Danmark men detta stämmer inte med deras egna anteckningar och de danska krigsarkiven. Jörgen Krabbe fängslades och avrättades bara dagar efter deras ansökan men Knud Thott begav sig på okänt vis över Sundet och Holger, Tage och Jytte Thott samt deras mor hämtades av danska armen i två omgångar. Efter Krabbes avrättning i januari 1678 dömdes bröderna Thott i Sverige till döden men benådas senare och återfick sina gods. Den enda som flyttade tillbaka till Skåne efter skånska kriget var Jytte Thott. Tages sonsons son, ryttmästaren Otto Thott till Skabersjö (född 1696, död 1758), introducerades emellertid 1756 på Knuts nummer på Riddarhuset.
I Danmark dog ätten Thott ut 1785 med statsmannen Otto Thott, och i Sverige utgick adliga ätten Thott när den siste levande medlemmen överstelöjtnanten och landshövdingen Tage Thott (1739–1824) år 1778 upphöjdes till friherre.

## Friherrliga ätten Thott nummer 114
Otto Thotts son Tage Thott upphöjdes 1778 till friherre av kung Gustav III, och senare till greve, se nedan. Tage Thott förärades 1816 titeln En av rikets herrar och var gift med friherrinnan Ulrika Christina Barnekow, dotter till generallöjtnanten, landshövdingen och friherren Christian Barnekow (landshövding), och grevinnan Eva Charlotta Stenbock.
Den friherrliga ätten utgörs av samtliga ättlingar till friherre och sedermera greve Tage Thott, vilka inte är äldste son till äldste son.

## Grevliga ätten Thott
Friherre Tage Thott upphöjdes tillsammans med sin äldste son 1807 i grevligt stånd, men grevevärdigheten åtföljer endast äldste sonen, son efter son, andra ättlingar är friherrar i föregående ätt. Tage Thotts äldsta son landshövdingen Otto Thott (1768–1826)

## Personer ur ätten Tott eller Thott
- Axel August Thott
- Birgitte Thott
- Christian Thott
- Clas Tott
- Clas Åkesson (Tott)
- Fritz Thott
- Henrik Klasson Tott
- Knud Thott
- Otto Thott, flera personer
  - Otto Thott (1703–1785)
  - Otto Thott (1854–1933)
- Sebastian Thott
- Tage Thott, flera personer
  - Tage Thott (landshövding)
  - Tage Thott (1852–1921)
- Waldemar Thott
- Åke Axelsson Tott
- Åke Henriksson Tott